# 金刀比羅神社
金刀比羅神社（ことひらじんじゃ）、琴平神社（ことひらじんじゃ）、事比羅神社（ことひらじんじゃ）、金比羅神社（こんぴらじんじゃ）は、香川県琴平町の金刀比羅宮を総本宮とし、その主祭神である大物主神を祀る神社であり、日本全国に存在する。｢神社」ではなく「宮」と称するものもある。

## 概要
江戸時代には船による流通が盛んになると、海運業者や商人によって金毘羅信仰が日本中に広められ、分社が各地に作られた。明治維新による神仏分離・廃仏毀釈によって神仏習合の金毘羅大権現は廃され、大物主神を主祭神とする神道の神社になった。総本宮の金刀比羅宮に列して主祭神を大物主神とする金刀比羅神社・琴平神社・金比羅社は日本全国に約600社ある。なお、主祭神を変更せず現在も金毘羅大権現を祀る社寺も存在する。

## 主な金刀比羅神社
- 金刀比羅神社 （北海道根室市琴平町） – 創建1806年
- 広富金刀比羅神社  (北海道沙流郡日高町広富)
- 金刀比羅神社 （北海道中川郡幕別町猿別）
- 金刀比羅神社 （岩手県久慈市湊町） – 創建1718年
- 金刀比羅神社 （秋田県秋田市土崎港中央）
- 金刀比羅神社 （福島県いわき市常磐関船町）

- 金刀比羅神社 （茨城県石岡市国府）
- 金刀比羅神社 （千葉県流山市上新宿） – 創建1823年
- 金刀比羅神社 （東京都台東区台東） – 創建 慶長年間 (1596年 - 1615年)
- 浅川金刀比羅神社 （東京都八王子市初沢町）
- 武州青梅金刀比羅神社 （東京都青梅市本町）
- 木曽金刀比羅神社 （東京都町田市）  – 創建 傳重寺十四世の誉原浄の時代
- 大綱金刀比羅神社 （神奈川県横浜市神奈川区台町）
- 金刀比羅神社 （神奈川県横浜市南区真金町） – 金刀比羅・大鷲神社。創建1859年。
- 金刀比羅神社 （新潟県新潟市中央区寄合町)
- 金刀比羅神社 （愛知県名古屋市東区泉)
- 金刀比羅神社 （愛知県名古屋市西区那古野)
- 金刀比羅神社 （愛知県名古屋市西区菊井)
- 金刀比羅神社 （岐阜県瑞浪市釜戸町）
- 金刀比羅神社 （岐阜県恵那市山岡町）
- 金刀比羅神社 （京都府京丹後市峰山町） – 創建1811年
- 大歳金刀比羅神社 （兵庫県多可郡多可町中区） – 創建1795年
- 金刀比羅神社 （和歌山県白浜町中） – 創建1836年
- 金刀比羅神社 （徳島県徳島市勢見町） – 創建1616年
- 金刀比羅神社 （徳島県徳島市川内町） – 創建1601年
- 金刀比羅神社 （徳島県鳴門市撫養町木津） – 創建1601年
- 金刀比羅神社 （徳島県阿南市福井町）
- 金刀比羅神社 （佐賀県佐賀市金立町）
- 金刀比羅神社 （佐賀県唐津市東城内）
- 金刀比羅神社 （長崎県長崎市西山）

## 主な金刀比羅宮
- 鶴形金刀比羅宮 （秋田県能代市山神社前）
- 金刀比羅宮 （東京都中央区日本橋）
- 金刀比羅宮 （東京都港区虎ノ門） – 創建1660年
- 金刀比羅宮東京分社 （東京都文京区本郷）
- 金刀比羅宮 （香川県仲多度郡琴平町川西） – 総本宮。創建年は諸説。
- 金刀比羅宮 （香川県木田郡三木町平木）
- 金刀比羅宮 （愛媛県松山市衣山）
- 金刀比羅宮松山分社 （愛媛県松山市新立町） – 創建1966年

## 主な事比羅神社
- 事比羅神社 （北海道久遠郡せたな町瀬棚区三本杉）
- 事比羅神社 （香川県坂出市沙弥）
- 事比羅神社 （佐賀県鹿島市浜町）

## 主な琴平神社
- 琴平神社 （北海道古平郡古平町新地町） – 創建1866年
- 琴平神社 （山形県東田川郡三川町猪子）
- 琴平神社 （埼玉県久喜市太田袋）
- 琴平神社 （東京都青梅市梅郷）
- 琴平神社 （神奈川県川崎市麻生区王禅寺東） – 創建は1570年以前であるが金毘羅権現の勧請は1826年。
- 琴平神社 （新潟県上越市中央） – 創建 文化年間 (1804年 - 1818年)
- 琴平神社 （静岡県富士宮市万野原新田）
- 琴平神社 （静岡県富士宮市朝日町）
- 琴平神社 （愛知県豊橋市岩田)  – 創建1627年
- 琴平神社 （高知県土佐市高岡町） – 創建1668年以後
- 琴平神社 （高知県南国市里改田）
- 琴平神社 （高知県高岡郡日高村本村）
- 琴平神社 （長崎県大村市原町）
- 別所琴平神社 （熊本県熊本市中央区琴平本町） – 創建 正徳年間 (1711年 - 1716年)

## 主な金比羅神社・金比羅宮
- 金比羅宮 （東京都多摩市桜ヶ丘） – 創建 文政年間 (1818年 - 1830年) 中期
- 金比羅神社 （山梨県南都留郡道志村板橋）
- 金比羅神社 （静岡県藤枝市志太）
- 金比羅神社 （岐阜県羽島市正木町）
- 安井金比羅宮 （京都府京都市東山区東大路） – 創建は建治年間 (1275年 - 1277年) であるが金毘羅権現の合祀は1695年。
- 金比羅神社 （長崎県南松浦郡新上五島町有川郷） – 創建1754年

## 大物主を祀る他の神社
- 金毘羅社 （愛知県名古屋市南区呼続） – 富部神社末社。金毘羅の表記であるが祭神は大物主。
- 金刀比羅大権現 （愛媛県西条市氷見） – 山里の単独の祠。鳥居の扁額はこのような表記であるが総本宮からの勧請。